# P-8 (radar)
Radarul P-8 (în rusă ”Волга”, după clasificarea NATO ”Knife Rest A”) a fost o stație de radiolocație terestră, sovietică, pentru descoperire îndepărtată, care lucra în gama de unde metrice. A fost prima stație de radiolocație sovietică de observare circulară a spațiului aerian. În comparație cu celelalte stații sovietice existente (RUS-2, RUS-2s și P-3) noua stație a îmbrățișat o serie de modernizări. Radarul a fost și în înzestrarea țărilor fostului Tratat de la Varșovia, inclusiv în Armata României. În prezent nu se exploatează.

## Scurt istoric
Radarul a fost realizat în anul 1950 la Institutul de Cercetări Științifice în Radiotehnică din orașul Gorki (în prezent NNIIRT = Institutul de Cercetări Științifice în Radiotehnică din Nijnii Novgorod). Colectivul care a realizat radarul, condus de E. V. Buhvalov, a fost distins cu Premiul de Stat în anul 1952. După trecerea testelor în teren (în anii 1949, 1950) a fost introdus în înzestrarea Armatei Sovietice și a fost folosit pe scară largă în Trupele de Apărare Antiaeriană, Forțele Aeriene și în unitățile de coastă de Apărare Antiaeriană ale Marinei Militare.  

## Destinație
Radarul a fost folosit pentru cercetarea circulară a spațiului aerian, descoperirea și urmărirea mijloacelor aeriene de zbor și transmiterea coordonatelor acestora unităților și formațiunilor militare beneficiare.

## Scurtă prezentare
P-8 a fost o dezvoltare a radarului P-3, unul dintre primele radare de avertizare timpurie și control de la sol. P-8 fiind o dezvoltare ulterioară a radarului P-3 a avut multe similitudini cu sistemul anterior, cum ar fi  P-3M (variantă mobilă). P-8 a utilizat o singură antenă atât la emisie cât și la recepție, care se rotea cu o viteză de 2 ture pe minut. Antena a avut doua etaje de 4 elemente, de tip "canal de undă". În stație s-au utilizat doi indicatori – de observare circulară și de înălțime. Indicatorul de înălțime în combinație cu un goniometru a permis să se determine unghiul de înălțare al țintei cu ajutorul unei nomograme și înălțimea ei de zbor. În compunerea stației a intrat și interogatorul terestru prin radiolocație NRZ- 1, având o antenă separată și lucrând în sistemul de identificare a apartanenței de stat a avioanelor numit ”Kremnîi-1”. 
Pentru  protecția  împotriva bruiajului pasiv s-a folosit cel mai simplu sistem de selecție a  țintelor mobile (SȚM) cu heterodină coerentă în instalația de recepție fără schemă de compensare după o perioadă (CDP) a impulsurilor. Indicarea țintei mobile se realiza prin bătăile între tensiunile semnalului primit și ale heterodinei coerente. Emițătorul stației a avut un sistem de stabilizare a frecvenței. Receptorul superheterodină oferă dubla conversie din înalta frecvență – în frecvență  intermediară și în frecvență joasă. La frecvența joasă s-a realizat protecția stației la bruiajul activ în impulsuri cu ajutorul schemei  de selecție a semnalelor primite în amplitudine și distanță (schema SA și SD).
Indicatorul de observare circulară (IOC) a avut un tub catodic cu două straturi fluorescente, strălucitoare albastru și portocaliu. Culoarea albastră (cu strălucire rapidă) permitea o strălucire bună  și asigura o bună indicare a apariției unei noi ținte iar culoarea portocalie (cu persistență mai mare) permitea să se vadă circular toată situația aeriană în decursul perioadei de observare prin rotirea antenei cu viteza de 2 ture pe minut.
În anul 1951, la inițiativa inginerilor militari M.M. Lobanov și A.I. Oblezin pentru antena stației P-8  s-a realizat o nouă construcție catarg cu înălțimea de 30 m, dispozitiv numit "Unja." Cu acest dispozitiv s-a reușit să se îndrepte în jos centrul diagramei de directivitate al stației și în acest fel  să se mărească  distanța de descoperire  a avioanelor care zboară la altitudini medii (până la 10 km), la 200-250 km, iar la altitudini joase - să crească cu 60-70%. Echiparea radarului P-8 cu două sisteme de antenă a permis să se extindă mult posibilitățile tactice ale aceastei stații. 
Mai târziu, catargul înalt "Unja" s-a utilizat pe scară largă în diverse tehnici radar și de comunicații militare. 
Mobilitatea și alte posibilități tactice ale radarului  P-8 au creat anumite premise pentru utilizarea acestui  radar în Trupele de Apărare Antiaeriană în compunerea posturilor de radiolocație  de detectare timpurie a țintelor aeriene și în compunerea punctelor de comandă ale unităților de  artilerie antiaerienă. 
Între anii 1956 și 1957 radarul P-8 și moștenitorul acestuia radarul P-10 au fost dotate cu echipament îmbunătățit pentru suprimarea țintelor fixe și anularea bruiajului pasiv care se deplasează cu viteză de până la 30 m / s. Anularea a fost îmbunătățită cu un factor de 5, comparativ cu nici o anulare.
Echipamentele stației și unitățile de alimentare au fost instalate în două cabine pe camioane ZIL.

## Date tehnico-tactice
- intrată în înzestrare: 1950;
- tipul radarului: de avertizare timpurie de la sol;
- frecvența de lucru: banda VHF, gamă metrică;
- distanța de descoperire:
  - cu antena normală 150 km pentru altitudinea maximă a țintei de 8.000 m;
  - cu antena ”Unja” 200 - 250 km pentru altitudinea maximă a țintei de 10.000 m;
- lățimea diagramei de directivitate în plan orizontal: 24 grade;
- precizia determinării distanței: 2,5 km;
- puterea în impuls a emițătorului: 70 – 75 kw;
- sensibilitatea receptorului - mai bună de 7 microvolți.